# Bill Ayers

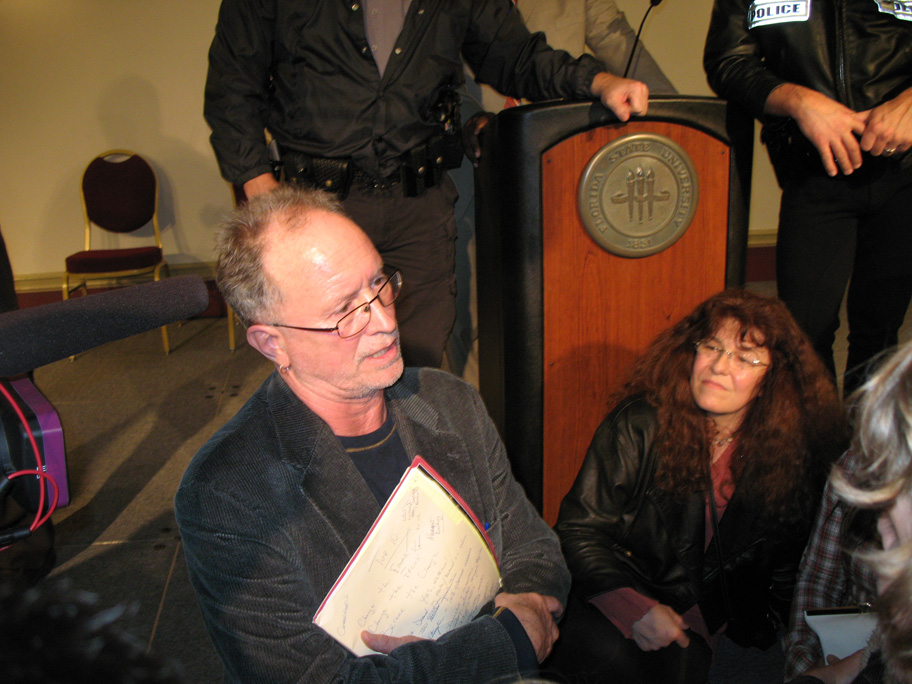
Bill Ayers

William Charles "Bill" Ayers (ur. 26 grudnia 1944 w Glen Ellyn, Illinois) – amerykański filozof nauki, profesor na University of Illinois at Chicago. W latach 60. należał do radykalnej grupy pod nazwą Weather Underground. 
Jego związki z Barackiem Obamą były jednym z tematów medialnych podczas kampanii prezydenckiej w Stanach Zjednoczonych w 2008 roku.